# Джон Робъртсън (футболист, 1964)
Джон Грант Ро́бъртсън (на английски: John Grant Robertson; род. на 2 октомври 1964, Единбург) е шотландски футболист и футболен треньор. Играл като нападател.

## Успехи

### Играч
Хартс (Единбург)
- Шотландска премиър лига:
  -  Вицешампион (3): [1985–1986, 1987–1988, 1991–1992
  -  Голмайстор (1): 1989-1990
- Купа на Шотландия:
  -  Носител (1): 1998
  -  Финалист (2): 1986, 1996
- Купа на лигата на Шотландия:
  -  Финалист (1): 1996

 Ливингстън
- Шотландска Първа дивизия:
  -  Winner (1): 1998–99

### Мениджър
Инвърнес Каледониън Тисъл
- Шотландска Първа дивизия (second tier):
  -  Шампион (1): 2003–04
- Купа на предизвикателството на Шотландия:
  -  Носител (1): 2004

 Дери Сити (Ландъндери)
- Купа на Лигата на Ейре:
  -  Носител (1): 2008